# Dysektor
Dysektor (łac.) – jedna z pierwszych lamp analizujących, wykorzystująca zjawisko fotoemisji; stosowana w kamerach telewizyjnych w początkowym okresie rozwoju telewizji; opracowana w 1925 r. przez Maxa Dieckmanna i Rudolfa Hella, a skonstruowana według ich projektu w 1934 r. przez Philo Farnswortha. W lampie tej obraz jest rzutowany za pomocą układu optycznego na półprzezroczystą katodę. Katoda pobudzona światłem rzutowanego obrazu, emituje strumień elektronów o gęstości proporcjonalnej do natężenia oświetlenia odpowiedniego elementu obrazu rzutowanego na katodę.